# Безрук, Галина Анатольевна
Галина Анатольевна Безрук (укр. Галина Анатоліївна Безрук; род. 1 мая 1988, Краматорск) — украинская киноактриса.

## Биография
Галина родилась 1 мая 1988 года в Краматорске. Училась в музыкальной школе по классу скрипки, пела в детском хоре. В 17 лет переехала в Киев.
Окончила Киевский национальный университет театра, кино и телевидения имени И. К. Карпенко-Карого. В 2010 году окончила Институт экранных искусств, факультет кино и телеискусств (мастерская народного артиста Украины В. Д. Талашко), специальность «Диктор, телеведущий, актёр кино». Студенткой работает в киевском центре театрального искусства им. Леся Курбаса, со своими однокурсниками создала музыкальную группу «Switch On The Light», выступала сольно, записала несколько песен и сняла видеоклип на композицию «Небо тебе», с которой выступала в телепроекте «Я — артист».
1996—2005 годы — актриса молодёжного народного театра «Бам-Бук». С 2015 года — актриса Московского театра мюзикла. Ученица вокально-хореографического ансамбля «Зёрнышки». 1 мая 2023 года состоялся первый сольный концерт «пАРТфолио» в Москве на сцене LA’Театра.
В апреле 2014 года вышла замуж, вскоре развелась. 11 августа 2016 года вышла замуж за актёра Артёма Алексеева. 13 декабря 2016 года родилась первая дочь Василиса. В 2021 году пара расставалась и воссоединялась в 2022-м. В 2023 году пара окончательно рассталась.
29 марта 2025 года родилась вторая дочь Ксения.

## Творчество

### Роли в театре
- 2008/2009 — Центр Леся Курбаса (г. Киев): «Вот так погиб Гуска»
- 2015 — н. в. — Московский театр мюзикла: «Преступление и наказание» — Соня Мармеладова[13][14]
- 2017/2018 год — Театр «МДМ»: «Привидение» — Молли[15]
- 2018/2019 год — Театр «МДМ»: «Очень смешная комедия о том, как шоу пошло не так» — Сандра
- 2020 — н. в. — Московский театр мюзикла: «ПраймТайм» — Аня Петрова[16][17]
- 2021 — н. в. — «Театральная компания Глеба Матвейчука»: «Опасные связи» — Маркиза де Мертей
- 2023 — н. в. — Московский театр мюзикла: «Принцесса цирка» — Графиня Теодора Вердье
- 2022 — н. в. — Creative lab STAIRWAY: «Человек, который смеётся» — герцогиня Джозиана
- 2023 — н. в. — Creative lab STAIRWAY: «Вий» — Панночка
- 2023 — н. в. — LA’Театр: «ОН. ОНА.» — Она
- 2024 — н. в. — Авторский театр Александра Рагулина АРТель «Карамазовы» — Екатерина Ивановна

### Фильмография
- 2011 — Возвращение Мухтара 7 — администратор салона «Империя тату»
- 2012 — Порох и дробь — Моника, проститутка
- 2012 — Женский доктор — Настя Авдеева
- 2012 — Джамайка — Дуся, домработница Романа
- 2014 — Пока станица спит — Оксана, дочь атамана[18][19][20][21]
- 2015 — Последний янычар — Оксана
- 2015 — Слуга народа — Анна Михайловна, любовница президента[22][23]
- 2015 — Последний москаль — Ксения Михайловна, школьная учительница[22][24]
- 2015 — Личный интерес — Таня
- 2015 — Пёс («Чёрная метка», 14 серия) — Анжелика
- 2018 — Нашедшего ждёт вознаграждение — Алёна
- 2018—2022 — Домик на счастье — Маша[25][26][27]
- 2018—2022 — ИП Пирогова — Майя, соседка Веры Пироговой
- 2019 — Отель «Купидон» — Катя
- 2020 — Шоу про любовь — Люба
- 2020 — Родком — Ирина Соколова
- 2020 — Склифосовский — Василиса
- 2021—2023 —Будиночок на щастя—Маша
- 2021 — Переписать любовь
- 2022 — Елизавета — Франческа, трактирщица[28]
- 2022 — Чекаго — Аня
- 2023 — Белая лилия — Лилия Фёдорова, певица (главная роль)

## Признание и награды
- 2003 — премия «Надежда фестиваля „Золотая рампа“», г. Днепропетровск;
- 2004 — премия «за лучшую женскую роль» Фестиваля молодёжных театров «Золотой аист» (г. Коблево), роль Мачехи в спектакле «Любовь, похожая на сон»;
- 2004 — номинация «за лучшую женскую роль» на Международном театральном фестивале «Театральная легенда» (за роль Тамары в спектакле «Тамара и Демон»);
- 2005 — премия «Лучшая женская роль» фестиваля «Театральная сессия» (г. Днепропетровск), роль Тани в спектакле «Вампир»;
- 2005 — 1-е место на фестивале «Юность. Вдохновение. Талант» (г. Будапешт, Венгрия);
- 2006 — гран-при фестиваля «Созвездие» (г. Варна, Болгария);
- 2006 — гран-при фестиваля «Сказочная Ялта» (г. Ялта, Украина);
- 2012 — полуфиналистка музыкального телешоу «Голос країни. Нова історія», г. Киев, Украина (команда Александра Пономарёва)[29];
- 2012 — гран-при 1-го Всеукраинского фестиваля молодых исполнителей имени Н. П. Мозгового (г. Киев, Украина);
- 2016 — 2-е место на конкурсе «Новая волна» (г. Сочи)[30][31][32][33][34].